# Genco Gulan
Genco Gulan (Istanbul, 13 gennaio 1969) è un artista turco.

## Biografia
Genco Gulan insegna all'Università di Belle Arti Mimar Sinan e all'Università di Bogazici; è conosciuto sia in patria che all'estero come artista della scena contemporanea. Durante gli ultimi vent'anni, ha prodotto lavori come performance artist, creatore teatrale, multimedia, artista concettuale e visivo..
È conosciuto per aver ampliato i confini di ogni singolo genere in cui fosse stato possibile applicare il tocco artistico. Ha esposto il suo lavoro "Twin" nella mostra "Save As" alla Triennale di Milano Bovisa, a cura di Derya Yucel. Ha ricevuto premi da BP, EMAF ed è stato nominato per l'European Art Prize nel 2011. Al momento vive e lavora ad Istanbul.

## Opera
La sua opera viene indicata come uno degli esempi più significativi dell'arte installativa e dell'arte concettuale. Genco Gulan ha realizzato centinaia di opere installative in musei e mostre in tutto il mondo.